# Szalontüdő (film)
Ez a szócikk a Szalontüdő című kisfilmről szól. Az ételhez lásd a Szalontüdő szócikket.
A Szalontüdő Szirmai Márton 2006-os kisjátékfilmje, Nagy Bandó András Ízes beszéd című kötete egyik novellája, A szalontüdő filmes adaptációja. Az alkotás számos díjat  nyert.